# Канада на летних Олимпийских играх 1900
Канада впервые участвовала на летних Олимпийских играх 1900 и была представлена четырьмя спортсменами в лёгкой атлетике. По итогам соревнований команда заняла 13-е место в общекомандном зачёте.

## Медалисты

### Золото
| Золото |              |                                               |
| №      | Спортсмены   | Вид спорта (дисциплина)                       |
| 1      | Джордж Ортон | Лёгкая атлетика (2500 метров с препятствиями) |

### Бронза
| Бронза |              |                                          |
| №      | Спортсмены   | Вид спорта (дисциплина)                  |
| 1      | Джордж Ортон | Лёгкая атлетика (400 метров с барьерами) |

### 

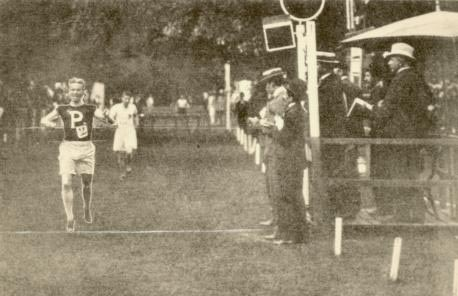
Джордж Ортон финиширует в забег на 2500 метров с препятствиями

## Результаты соревнований

### Лёгкая атлетика
| Соревнование                | Спортсмены         | Предварительные забеги | Предварительные забеги | Финал      | Финал     |
| Соревнование                | Спортсмены         | Результат              | Место                  | Результат  | Место     |
| --------------------------- | ------------------ | ---------------------- | ---------------------- | ---------- | --------- |
| 800 метров                  | Александер Грант   | неизвестен             | 6-7                    | не прошёл  | не прошёл |
| Марафон                     | Дик Грант          |                        |                        | неизвестен | 6-7       |
| Марафон                     | Рональд Макдональд |                        |                        | неизвестен | 6-7       |
| 400 метров с барьерами      | Джордж Ортон       | неизвестен             | 2                      | неизвестен | 3         |
| 2500 метров с препятствиями | Джордж Ортон       |                        |                        | 7:34,4     | 1         |
| 4000 метров с препятствиями | Джордж Ортон       |                        |                        | неизвестен | 5         |
| 4000 метров с препятствиями | Александер Грант   |                        |                        | DNF        | —         |